# 伊蒂里
伊蒂里（義大利語：Ittiri），是意大利萨萨里省的一个市镇。总面积111.56平方公里，人口8946人，人口密度80.2人/平方公里（2009年）。ISTAT代码为090033。